# Warhammer Ancient Battles
Warhammer Ancient Battles — военно-тактическая настольная игра, созданная компанией Games Workshop, в которой игрок командует армиями металлических (обычно оловянных) фигурок. Её действие разворачивается в историческом прошлом нашего мира.
В основном в игре применяются правила Warhammer Fantasy Battles, однако отсутствие магии, монстров и сильных героев делает игру более сбалансированной и тактической. Уменьшены и различия между отдельными народами; впрочем, и здесь попадаются непропорционально сильные стороны, например, крестоносцы, боевые колесницы шумеров и некоторые племена германцев. В специальных книгах даются описания конкретных народов с обстановкой, особыми возможностями и миниатюрами; также существуют книги, дополняющие эти сведения.
Warhammer Ancient Battles считается игрой для профессионалов и не так распространена, как фэнтезийный и фантастический варианты. В продаже имеются только руководства на английском языке. Легче всего найти наборы античных армий, поэтому они наиболее распространены.